# Милош Билбија
Милош Билбија (Босанско Грахово, 26. фебруар 1948 — Скопље, 21. април 2010) био је македонски археолог, дугогодишњи истраживач преисторије, најпознатији по проналаску неолитске скулптуре Адам од Говрлевора.

## Биографија
Библија је рођен 26. фебруара 1948. године у Босанском Грахову. Дипломирао је 1973. године на Филозофском факултету у Београду на Катедри за археологију. Радио је у Музеју града Скопља, као виши кустос на Одељењу за археологију. Имао је богату професионалну каријеру током које је вршио системско археолошко ископавање неолитске и раноенеолитске културе у Скопском пољу, на локалитетима Скупи, Чрне — Марков Град код Скопља, Говрлево у Маткој — Михајлова пећина, учествовао је у истраживању преисторије на подручју Славоније у Хрватској, на локалитету Церје у Словенији. Био је члан Македонског археолошког научног друштва. Умро је 21. априла 2010. године након тешке болести у Скопљу.